# Учебный цикл
Учебный цикл (УЦ) — основное структурное  учебно-методическое  подразделение в высшем военно-учебном заведении, которое  осуществляет проведение учебной, воспитательной и методической работы, а также мероприятий по совершенствованию учебно-материальной базы.

## Общее положение
Основными задачами цикла являются: организация и проведение на высоком уровне учебной и методической работы по одной или нескольким
родственным учебным дисциплинам, проведение научной работы, воспитательной работы с курсантами, слушателями а также повышением квалификации преподавателей и учебно-вспомогательного персонала.

## Структура цикла
Учебный цикл состоит из начальника цикла, заместителя начальника цикла, старшего преподавателя цикла, преподавателя цикла, учебно-вспомогательного персонала. 
Начальник цикла является заместителем руководителя кафедры по своей дисциплине. 
Кафедра и цикл, как правило, организуются при наличии не менее 10 должностей профессорско-преподавательского состава. Для обеспечения образовательного процесса на кафедре и цикле могут создаваться учебные лаборатории и кабинеты.
Учебный цикл как основное и единственное учебно-методическое, научное и воспитательное подразделение находится в системе средних военно-учебных заведениях Министерства обороны России и специальных средних учебных заведениях МВД России для подготовки офицерских кадров со средним профессиональным образованием.